# Romeo Papini
Romeo Papini (Roma, 21 marzo 1983) è un ex calciatore italiano, di ruolo centrocampista.

## Caratteristiche tecniche
È un centrocampista centrale che coniuga un'ottima tecnica, tipica del regista, a capacità atletiche di livello, che lo rendono abile anche in fase di interdizione e contenimento. Tali caratteristiche lo rendono un giocatore molto duttile, in grado di essere utilizzato da regista o da scudo davanti alla difesa in un centrocampo a tre o a quattro, ma anche da difensore centrale, in una linea a tre, e da terzino.

## Carriera
Muove i suoi primi passi nei dilettanti del Tor di Quinto, prima di approdare alla Ternana, con cui esordisce in Serie B il 23 dicembre 2001 nell'incontro perso 2-0 contro la Reggina, subentrando al posto di Roberto D'Aversa a pochi istanti dal fischio finale.
Viene poi ceduto in prestito al Legnano, in Serie C2, dove colleziona 29 presenze. L'anno successivo passa in prestito al Pavia, in Serie C1. Conclude l'annata con 37 presenze, inclusi i play-off dove i lombardi vengono eliminati in finale dal Mantova.
Il 24 agosto 2006 passa in prestito con diritto di riscatto al Pescara. Esordisce con gli abruzzesi alla prima giornata di campionato contro il Bologna (sconfitta per 0-1), giocando titolare. Conclude l'annata, terminata con la retrocessione degli abruzzesi, con 25 presenze. A fine stagione fa rientro alla Ternana, dove resta due stagioni.
Nella 2009 passa a titolo definitivo al Grosseto, in Serie B. Esordisce con i maremmani il 10 agosto 2009 in Grosseto-Cosenza (3-2), partita valevole per il secondo turno di Coppa Italia, subentrando al 30' della ripresa al posto di Carl Valeri.
Debutta in campionato da titolare il 21 agosto nella sconfitta interna per 0-3 rimediata contro il Torino (lascerà il campo al 18' della ripresa per far spazio a Marco Carparelli). Nonostante venga bloccato da diversi infortuni che lo tengono fermo a lungo, conclude l'annata con 18 presenze, a cui se ne aggiunge una in Coppa Italia.
L'anno successivo, dopo aver chiuso il girone di andata con 12 presenze, viene escluso dalla lista dei 19 giocatori che prenderanno parte alla seconda parte della stagione, venendo messo fuori rosa.
Il 24 giugno 2011 passa allo Spezia, in Lega Pro Prima Divisione. Esordisce con i liguri il 14 agosto in Bari-Spezia (1-0), valida per il secondo turno di Coppa Italia, giocando titolare. Fa il suo esordio in campionato il 25 settembre nella trasferta persa 3-1 contro il Siracusa, subentrando al 27' della ripresa al posto di Buzzegoli.
Mette a segno la sua prima rete in campionato il 18 dicembre contro il Latina (vittoria per 1-2). Nella medesima trasferta riporterà un infortunio al polpaccio, che lo terrà fermo fino a marzo. Al rientro in campo, in seguito ad un contrasto, riporta un trauma distorsivo al ginocchio destro, che gli fa chiudere in anticipo la stagione con 15 presenze e una reti.
Il 6 maggio 2012 grazie alla vittoria per 0-3 sul Latina, vince - all'ultima giornata di campionato - il proprio girone, ottenendo la promozione in Serie B. A questa vittoria seguiranno quella della Coppa Italia Lega Pro e della Supercoppa di Lega di Prima Divisione.
Rescisso il contratto con i liguri, il 29 agosto 2012 firma un contratto annuale con il Carpi, in Lega Pro Prima Divisione. Esordisce con i biancorossi il 9 settembre in Carpi-Reggiana (2-0), subentrando nei minuti finali al posto di Raffaele Bianco. Nonostante salti tutto il girone di andata a causa di un infortunio, al rientro in campo si riprende il posto da titolare, terminando la stagione al terzo posto, valido per i play-off.
Il 16 giugno 2013 il Carpi vince 1-0 contro il Lecce e - in virtù del pareggio per 1-1 ottenuto all'andata - riesce a centrare la sua prima storica promozione nel campionato cadetto. Il 30 giugno scade il contratto che lo legava agli emiliani e Papini rimane senza squadra.
Il 21 agosto 2013 passa a parametro zero al Lecce, con cui firma un contratto annuale con opzione di rinnovo automatico in caso di promozione in Serie B. Esordisce con i salentini il 13 ottobre in Paganese-Lecce (0-1), subentrando al 16' della ripresa al posto di Stefano Salvi, siglando l'assist che manda in rete Abdou Doumbia.
Alla luce dell'ottima stagione disputata, gli viene rinnovato il contratto. L'8 luglio 2015 rinnova il proprio contratto sino al 30 giugno 2017. In seguito alla cessione di Miccoli viene nominato capitano dei giallorossi.
Rescisso il contratto con il Lecce, il 10 luglio 2016 si accorda con il Matera sulla base di un accordo biennale. A causa di due interventi al ginocchio trascorre tutta la stagione in infermeria. Il 12 luglio 2017 si accorda per una stagione - con opzione di rinnovo per la seconda - con la Pistoiese.

## Statistiche

### Presenze e reti nei club
| Stagione        | Squadra         | Campionato      | Campionato | Campionato | Coppe nazionali | Coppe nazionali | Coppe nazionali | Coppe continentali | Coppe continentali | Coppe continentali | Altre coppe | Altre coppe | Altre coppe | Totale | Totale |
| Stagione        | Squadra         | Comp            | Pres       | Reti       | Comp            | Pres            | Reti            | Comp               | Pres               | Reti               | Comp        | Pres        | Reti        | Pres   | Reti   |
| --------------- | --------------- | --------------- | ---------- | ---------- | --------------- | --------------- | --------------- | ------------------ | ------------------ | ------------------ | ----------- | ----------- | ----------- | ------ | ------ |
| 2001-2002       | Ternana         | B               | 1          | 0          | CI              | 0               | 0               | -                  | -                  | -                  | -           | -           | -           | 1      | 0      |
| 2002-2003       | Ternana         | B               | 0          | 0          | CI              | 0               | 0               | -                  | -                  | -                  | -           | -           | -           | 0      | 0      |
| 2003-2004       | Legnano         | C1              | 28+2       | 0          | CI-C            | 1               | 1               | -                  | -                  | -                  | -           | -           | -           | 31     | 1      |
| 2004-2005       | Pavia           | C1              | 29+3       | 1          | CI-C            | 5               | 1               | -                  | -                  | -                  | -           | -           | -           | 37     | 2      |
| 2005-2006       | Ternana         | B               | 28         | 1          | CI              | 2               | 0               | -                  | -                  | -                  | -           | -           | -           | 30     | 1      |
| 2006-2007       | Pescara         | B               | 25         | 0          | CI              | -               | -               | -                  | -                  | -                  | -           | -           | -           | 25     | 0      |
| 2007-2008       | Ternana         | C1              | 25         | 1          | CI-C            | 2               | 0               | -                  | -                  | -                  | -           | -           | -           | 25     | 1      |
| 2008-2009       | Ternana         | 1D              | 30         | 0          | CI-LP           | 2               | 0               | -                  | -                  | -                  | -           | -           | -           | 32     | 0      |
| Totale Ternana  | Totale Ternana  | Totale Ternana  | 84         | 2          |                 | 6               | 0               |                    | -                  | -                  |             | -           | -           | 90     | 2      |
| 2009-2010       | Grosseto        | B               | 18         | 0          | CI              | 1               | 0               | -                  | -                  | -                  | -           | -           | -           | 19     | 0      |
| 2010-2011       | Grosseto        | B               | 12         | 0          | CI              | 1               | 0               | -                  | -                  | -                  | -           | -           | -           | 13     | 0      |
| Totale Grosseto | Totale Grosseto | Totale Grosseto | 30         | 0          |                 | 2               | 0               |                    | -                  | -                  |             | -           | -           | 32     | 0      |
| 2011-2012       | Spezia          | 1D              | 12         | 1          | CI+CI-LP        | 2+2             | 1+0             | -                  | -                  | -                  | SL-PD       | 0           | 0           | 16     | 2      |
| 2012-2013       | Carpi           | 1D              | 14+2       | 1          | CI+CI-LP        | 0               | 0               | -                  | -                  | -                  | -           | -           | -           | 16     | 1      |
| 2013-2014       | Lecce           | 1D              | 20+4       | 1+1        | CI+CI-LP        | 0+1             | 0               | -                  | -                  | -                  | -           | -           | -           | 25     | 2      |
| 2014-2015       | Lecce           | LP              | 29         | 4          | CI+CI-LP        | 1+0             | 1               | -                  | -                  | -                  | -           | -           | -           | 30     | 5      |
| 2015-2016       | Lecce           | LP              | 31+3       | 4          | CI+CI-LP        | 2+0             | 0               | -                  | -                  | -                  | -           | -           | -           | 36     | 4      |
| Totale Lecce    | Totale Lecce    | Totale Lecce    | 80+7       | 9+1        |                 | 4               | 1               |                    | -                  | -                  |             | -           | -           | 91     | 11     |
| 2016-2017       | Matera          | LP              | 0          | 0          | CI+CI-LP        | 2+0             | 1               | -                  | -                  | -                  | -           | -           | -           | 2      | 1      |
| 2017-2018       | Pistoiese       | C               | 19+1       | 0          | CI-C            | 0               | 0               | -                  | -                  | -                  | -           | -           | -           | 20     | 0      |
| Totale carriera | Totale carriera | Totale carriera | 333        | 15         |                 | 24              | 5               |                    | -                  | -                  |             | 0           | 0           | 357    | 20     |

## Palmarès

### Club

#### Competizioni giovanili
- Campionato Allievi Regionali: 1

Tor di Quinto: 2000-2001

#### Competizioni nazionali
- Lega Pro Prima Divisione: 1

Spezia: 2011-2012
- Coppa Italia Lega Pro: 1

Spezia: 2011-2012
- Supercoppa di Lega di Prima Divisione: 1

Spezia: 2012